# Time of Arrival
Time of Arrival (TOA oder ToA, deutsch „Ankunftszeit“, manchmal auch Time of Flight (Flugzeit) (ToF)) ist die Ausbreitungszeit eines Funksignals von einem einzelnen Transmitter zu einem entfernten einzelnen Receiver. Im Verhältnis zwischen der Lichtgeschwindigkeit im Vakuum und der Trägerfrequenz eines Signals ist die Zeit ein Maß für die Distanz zwischen dem Transmitter und dem Receiver. Allerdings wird in einigen Publikationen die Tatsache ignoriert, dass dieses Verhältnis gut definiert für das Vakuum ist, es jedoch für alle anderen Materialien unterschiedlich ist, wenn Radiowellen diese passieren.
Im Vergleich zu der Methode Time Difference of Arrival (TDOA) nutzt ToA die absolute Ankunftszeit bei einer bestimmten Basisstation anstelle der gemessenen Zeitdifferenz zwischen dem Absenden an der einen Station und der Ankunft an der anderen, während die Methode Frequency Difference of Arrival (FDOA) davon abzugrenzen ist. Die Distanz kann direkt aus der Ankunftszeit bestimmt werden, weil sich Signale mit einer bestimmten Geschwindigkeit ausbreiten. ToA-Daten von zwei Basisstationen engen die Position zu einem Positionskreis ein. Daten von einer dritten Basisstation werden benötigt, um die genaue Position auf einen Punkt zu verbessern. Viele Radioortungssysteme wie GPS nutzen ToA.